# Elizabeta Kotromanić
Elizabeta Kotromanić, po možu ogrska, hrvaška in poljska kraljica, * ~1339, † januar 1387, Novigrad, Dalmacija.
Elizabeta Kotromanić je bila po materini strani potomka poljskih Pjastov. Po poroki z ogrskim in hrvaškim kraljem Ludvikom I. (1353) je bila sprva popolnoma podrejena tašči Elizabeti Poljski, sestri poljskega kralja Kazimirja III. Po Kazimirjevi smrti (1370), ko je postal Ludvik I. tudi poljski kralj in je njegova mati odšla kot kraljeva namestnica na Poljsko, je Elizabeta zaporedoma rodila tri hčerke in njen vpliv na dvoru je začel rasti. Politično nenadarjena in neizkušena, se je znašla po moževi smrti (1382) pred nerešljivo nalogo, kako obdržati skupaj unijo dveh velikih kraljestev, polnih sredobežnih sil, in kako uveljaviti vladarske pravice svojih dveh še živečih hčera. Poljsko plemstvo je sprejelo za svojo kraljico mlajšo hčer Hedviko in se kot samostojno kraljestvo izločilo iz unije. Na Ogrskem pa je prevladala stranka Ludvikovega daljnega anžujskega sorodnika, neapeljskega kralja Karla III., ki je z vojsko prišel na Ogrsko in prevzel oblast. Elizabeta je stisko skušala rešiti tako, da ga je dala zahrbtno umoriti. Svoji starejši hčerki Mariji in njenemu možu Sigismundu Luksemburškemu je s tem sicer vrnila kraljevski položaj, a je morala zločin plačati s svojo smrtjo.

## Poreklo in zaroka
Elizabeta je bila hči bosanskaga bana Štefana II. Kotromaniča in Elizabete Kujavijske, ta pa je bila hčerka bratranca  Elizabete Poljske, žene ogrskega kralja Karla I. in matere Ludvika I.

(glej rodbinsko drevo spodaj). Potem ko je v epidemiji kuge umrla prva Ludvikova žena, Margareta Češka (1349), je Ludvikova mati začela gledati na mlado sorodnico kot na možno soprogo svojega sina in je želela, da jo pripeljejo v vzgojo na ogrski dvor v Višegrad. Kljub začetnim pomislekom Elizabetinega očeta se je tako tudi zgodilo.
Leta 1350 je srbski car Štefan Uroš IV. Dušan vdrl v Bosno, da bi ponovno zasedel Zahumlje (ki si ga je pred tem prisvojil bosanski ban). Napad ni povsem uspel, ker se je Štefan II. Kotromačnić izogibal spopadu. Zato je Dušan predlagal mir, ki naj bi ga zapečatili s poroko med carjevim sinom in naslednikom (Štefanom Urošem V.) ter banovo hčerko; Elizabeta bi za doto dobila Zahumlje, ki bi na ta način ostalo v Srbiji. Predlog je Štefan II. Kotromanić odklonil. Kasneje tega leta je prišlo do formalne zaroke med enajstletno Elizabeto in štiriindvajsetletnim Ludivkom I., ki je tudi računal na Zahumlje kot Elizabetino doto.

## Poroka. Rojstvo hčera
Poroko med Elizabeto in Ludvikom so praznovali v Budimu 20. januarja 1353. Par je bil sorodstveno tako blizu, da bi moral po takratnih pravilih predhodno zaprositi papeža za dovoljenje; a to so storili šele štiri mesece po poroki. Zgodovinar Iván Bertényi sklepa, da so z obredom pohiteli, ker je bila nevesta noseča, saj je bil par v stiku že več let. Če je bilo tako, se je verjetno nosečnost končala z rojstvom mrtvega otroka. Nasprotno misli Fajfrić, da je bila vzrok hitenju bolezen Elizabetinega očeta.
Istega leta, kmalu po poroki, je umrl Elizabetin oče in na Ludvikovo presenečenje je banski položaj zasedel Elizabetin mladi in ambiciozni bratranec Tvrtko. Leta 1357 je Ludvik pozval mladega bana v Požego, kjer se je moral odpovedati večini zahodnega Zahumlja, ki ga je Ludvik uveljavljal kot Elizabetino doto.
Mlada ogrska kraljica se je popolnoma podredila svoji tašči, Elizabeti Poljski. Lahko da sploh ni imela lastnega dvora, saj so spremstvo mlade kraljice sestavljale osebe, ki so bile v službi kraljice-matere. Leta 1365 se je kralju in kraljici rodila hči, a je umrla že naslednje leto.
Leta 1370 je Ludvik na poljskem prestolu nasledil svojega strica Kazimirja III. Po kronanju je Kazimirjevi mladoletni hčerki, Ano (kasneje so jo poročili z Viljemom Celjskim in je postala mati Ane Celjske) in Hedviko, pripeljal s seboj na ogrski dvor v Višegrad in ju prepustil Elizabetini vzgoji. Svojo mater je poslal kot kraljevo namestnico na Poljsko. Tedaj je pritisk tašče na Elizabeto popustil. Zaporedoma je rodila tri hčere: leta 1370 Katarino, leta 1371 Marijo in leta 1373/74 Hedviko. Ve se, da je napisala knjigo, namenjeno vzgoji svojih hčera (eno kopijo je poslala leta 1374 v Francijo), vendar so se vsi izvodi izgubili.
Odtlej se je Ludvik veliko ukvarjal s problemom, kako zagotoviti hčeram nasledstvo na ogrskem in poljskem prestolu. 17. septembra 1374 je podelil poljskemu plemstvu s privilegiji iz Košic vrsto koncesij v zameno za obljubo, da ga bo lahko ena od hčera nasledila in da bo njegova žena ali mati določila, katera. Na Ogrskem si je prizadeval zagotoviti spoštovanje pravic svojih hčera s čim večjo centralizacijo oblasti. Kot je bila na evropskih dvorih navada, je skušal čim prej preko svojih hčera ustvariti ugodne dinastične povezave. Marija je bila stara komaj eno leto, ko so jo obljubili za ženo Sigismundu Luksemburškemu. Leta 1374 so Katarino zaročili z Ludvikom Orleanskim, drugim sinom francoskega kralja Karla V., a je umrla proti koncu leta 1378. Tega leta je Hedvika, ki so jo obljubili Viljemu Avstrijskemu (najstarejšemu sinu Leopolda III. Habsburškega), zapustila materin dvor in se preselila na Dunaj, kjer je preživela naslednji dve leti. Poljski plemiči so leta 1379 prisegli, da bodo spoštovali Marijine pravice, medtem ko sta Sigismund in Marija skupaj dobila od njih takšno zagotovilo šele nekaj mesecev pred Ludvikovo smrtjo. Elizabeta je bila 12. februarja 1380 skupaj s svojim soprogom in taščo prisotna na srečanju v Zólyomu, kjer so ogrski plemiči potrdili avstrijsko poroko Hedvike; to nakazuje, da je Ludvik puščal odprto tudi možnost, da bi zapustil Ogrsko Hedviki in Vilejmu.
Zadnja leta vladanja je Ludvika trpel zaradi bolezni. Bil je vse manj aktiven in vse več časa je namenjal molitvi. Elizabeta je začela na dvoru prevzemati vse pomembnejšo vlogo. Njen vpliv je rasel, odkar je možu rodila naslednice. Začela se je odpirati možnost, da bi skupaj s palatinom Garaiem izpeljala njegov načrt, po katerem bi ob počasnem prehodu oblasti z očeta na hčeri postopoma zamenjali bojaželjne in nepismene plemiče z ekipami izobraženih in lojalnih uradnikov. Leta 1381, malo pred Ludvikovo smrtjo, je Elizabeta poklonila mestu Zadar dragoceno srebrno skrinjo, na kateri so v reliefih upodobljeni različni dogodki iz ogrsko-hrvaške zgodovine.

## Regentka svoji hčerki Mariji
Ludvik je umrl 10. septembra 1382 ob prisotnosti Elizabete in hčera. Elizabeta, sedaj kraljica vdova, je dala Marijo kronati za "kralja" Ogrske že sedem dni kasneje. Halecki misli, da je bil razlog za Elizabetino naglico in moški naziv, ki so ga nadeli Mariji, materina želja, da bi izključila iz vladanja Sigismunda, njenega načrtovanega zeta. Kot regentka svoje enajstletne hčere je Elizabeta izbrala palatina Garaia za svojega glavnega svetovalca. Toda ni ji bilo namenjeno mirno vladanje. Dvor je bil sicer zadovoljen z novim položajem, ne pa tudi ogrski in hrvaški plemiči, ki se niso hoteli podrediti ženskama in so nasprotovali Marijinemu nasledstvu; po njihovem je bil edini zakoniti naslednik prestola neapeljski kralj Karel III., edini preostali anžujski moški. Karel takrat ni bil sposoben, da bi sam zahteval nasledstvo, kajti ravno v tistem času je vojvoda Ludvik I. Anžujski (†1384, brat francoskega kralja Karla V.) ogrožal njegov neapeljski prestol.
Prvi, ki se je odkrito uprl Elizabeti, je bil leta 1383 Ivan Paližna, vranski prior. Zgodovinar John V. A. Fine ga ima za glavnega nasprotnika centralizacijske politike, ki jo je vodil njen soprog. Tudi Elizabetin bratranec Tvrtko je nameraval izkoristiti Ludvikovo smrt in Elizabetino nepopularnost, da bi spet pridobil dežele, ki mu jih je kralj leta 1357 odvzel. Tvrtko in Ivan sta sklenila proti Elizabeti zvezo, a ju je njena vojska premagala in Ivan je bil prisiljen iskati zatočišče v Bosni.

## Nasledstvo na Poljskem. Poroka Hedvike
Ludvik je načrtoval, da bo hči Marija nasledila obe njegovi kraljestvi. Toda poljski plemiči so želeli odpraviti personalno unijo z Ogrsko, v kateri je bilo njihovo kraljestvo drugotnega pomena, in niso hoteli priznati Marije in njenega zaročenca Sigismunda za poljska suverena. Marijo bi sprejeli, če bi se preselila v Krakov in od tam po njihovih željah (in ne po navodilih ogrskih plemičev) vladala obema kraljestvoma ter bi se poročila s knezom, ki bi ga oni izbrali. To pa seveda ni bilo po Elizabetinem okusu. Tudi sama bi se morala v tem primeru preseliti v Krakov, kjer je bilo okolje do nje manj lojalno in bi še teže uveljavljala svojo voljo. Poznala je tudi težave, ki jih je imela njena tašča med namestništvom na Poljskem, ki se je končalo tako, da je po štirih letih (1374) osovražena zbežala iz svojega rodnega kraljestva.
Do prvega sporazuma med Elizabeto in poljskimi poslanci je prišlo 26. februarja 1383 v Sieradzu. Kraljica vdova je predlagala za Ludvikovo naslednico na poljskem prestolu svojo mlajšo hčer Hedviko . ; poljske plemiče je odvezala prisege, ki so jo leta 1382 dali Mariji in Sigismundu. Obljubila je, da bo poslala Hedviko na kronanje v Krakov, a le pod pogojem, da se po slavju vrne in preživi, zaradi svoje mladosti, doma še tri leta. Poljaki, zapleteni v krvavo državljansko vojno, so sprva na to pristali, toda kmalu so ugotovili, da tako dolga odsotnost monarha za njih ni sprejemljiva. Na drugem srečanju v Sieradzu, 28. marca, so razpravljali o možnosti, da bi krono ponudili Hedvikinemu oddaljenemu sorodniku, vojvodi Siemowitu IV. Mazovijskemu. Nazadnje se zanj niso odločili. Na tretjem srečanju, 16. junija, je Siemowit sam zahteval krono zase, češ da mu kot potomcu Piastov pripada. Elizabeta se je odzvala tako, da je avgusta v Mazovijo poslala vojsko 12.000 mož, ki so opustošili deželo in prisilili Siemowita, da se je odrekel svojim zahtevam. Elizabeta je med tem spoznala, da od plemičev ne more pričakovati, da bi sprejeli njene zahteve, in se je sama odločila, da bo odložila Hedvikin odhod. Kljub stalni poljskim zahtevam, naj pospeši hčerin prihod, se Hedvika do konca avgusta 1384 ni preselila v Krakov. Kronana je bila 16. oktobra 1384. Niso ji določili nobenega regenta. Desetletna je vladala po navodilih krakovskih plemičev-magnatov.
Naslednje leto je Elizabeta sprejela uradno delegacijo Velikega litovskega kneza Jagiela, ki se je želel poročiti Hedviko. V listini iz Krewe je Jagelo obljubil, da bo v Elizabetinem imenu plačal Viljemu Avstrijskemu nadomestilo, in je zaprosil Elizabeto kot Ludvikovo vdovo in tudi kot nečakinjo (v tretji generaciji) kralja Vladislava I. (katerega ime je Jagielo prevzel pri krstu), da ga posvoji in mu preda pravico do poljske krone v primeru Hedvikine smrti. Elizabeta je dala pristanek. Poroke, ki so jo slavili leta 1386, ni več dočakala.

## Marijina poroka in nasledstvo na Ogrskem
Nič manj niso bile razmere zapletene na Ogrskem. Položaja Marije in Elizabete tam niso ogrožali le Karlovi pristaši; Elizabeti tudi ni bilo všeč, da se je Sigismund nameraval s poroko polastiti oblasti. Rešitev je iskala v povezavi s Francozi. Leta 1384 je predlagala, da bi se namesto umrle Katarine z Ludvikom Orleanskim, bratom francoskega kralja Karla VI., poročila Marija. Poroka bi bila legalna samo, če bi papež dovolil razveljavitev zaroke med Sigismundom in Marijo. To pa zaradi razkola v katoliški cerkvi (od 1378) praktično ni bilo izvedljivo. Francija je priznavala avignonskega protipapeža Klemena VII., Ogrska pa rimskega papeža Urbana VI. Klemen VII. je pristal na razvezo zaroke in aprila 1385 je Elizabeta izpeljala poroko ob ženinovi odsotnosti (proxy poroko), ki pa je Karlovi pristaši niso priznali.
Proxy poroka Marije z Ludvikom Orleanskim pa je razdelila tudi dvor. Knezi Lackovići, vodja zakladnice Miklós Zámbó in kraljevi sodnik Miklós Szécsi so Elizabeti odkrito nasprotovali in ji v avgustu odrekli svojo podporo; razrešeni so bili vseh služb in zamenjali so jih Garaievi pristaši. Kraljestvo je bilo na robu državljanske vojne, ko se je Karel Neapeljski, ki sta ga hrabrila Ivan Horvat in njegov brat Pavel (zagrebški škof), odločil, da popelje svojo vojsko na Ogrsko. Dogodki so prisilili Elizabeto, da je opustila idejo o francoski poroki. Medtem ko so njeni odposlanci v Parizu še pripravljali Ludvikovo potovanje na Ogrsko, je Elizabeta pristala na zahteve svojih nasprotnikov in Szécsija imenovala za novega palatina. 
Štiri mesece po Marijini proxy poroki z Ludvikom se je Sigismund vrnil na Ogrsko in se poročil z Marijo, a za pomiritev duhov in za preprečitev Karlove invazije je bilo prepozno. Pred prihodom Karlove vojske je Sigismund ponovno zapustil Ogrsko in se umaknil na bratov dvor v Pragi.

## Karlov prihod, kronanje in smrt
Karlov prihod je bil dobro pripravljen. Spremljali so ga ogrski in hrvaški podporniki in Elizabeta se ni mogla upreti z vojsko ali mu preprečiti sklica zbora, na katerem je dobil podporo velike večine. Marija se je morala odpovedati prestolu in pustiti Karlu prosto pot do kronanja, ki je bilo 31. decembra 1385. Elizabeta in Marija sta morali prisostvovati slovesnosti in Karlu priseči zvestobo.
Elizabeta, sedaj popolnoma brez moči, je hlinila prijaznost do kralja, dokler se je na dvoru zadrževalo njegovo spremstvo. Ko pa so se njegovi podporniki vrnili na svoje domove, je delovala hitro; povabila je Karla, da obišče Marijo na gradu v Budimu. Ko je 7. februarja 1386 prišel, ga je ob svoji prisotnosti dala v svojih apartmajih zabosti. Odpeljali so ga v Višegrad, kjer je 24. februarja umrl.
Elizabeta je krono vrnila hčeri in takoj začela nagrajevati tiste, ki so ji pomagali; Blaise Forgách, vodja dvornih točajev, ki je Karla smrtno ranil, je dobil grad Jelenec (v območju Nitre na zahodnem Slovaškem). V aprilu se je Sigismund z bratom Venčeslavom vrnil na Ogrsko in kraljici s pogodbo v Gjuru prisilil, da sta ga sprejeli kot bodočega sovladarja. Karlovi pristaši pa se tudi niso predali; za Karlovega naslednika so priznali njegovega sina Ladislava in se umaknili v Zagreb. Škof Pavel je v cerkvenih krogih zbral denar za vojsko proti kraljici.

## Elizabetina smrt
Elizabeta je bila prepričana, da bo že samó prisotnost njene hčere pomirila opozicijo.  V spremstvu Garaia in nekaj spremljevalcev sta z Marijo odpotovali v Đakovo. Toda izkazalo se je, da je Elizabeta še enkrat zelo slabo ocenila položaj. 25. julija 1386 so jih z vojsko v zasedi pričakali bratje Horvat. Majhno kraljičino spremstvo ni bilo kos napadalcem. Garaia so napadalci ubili in poslali njegovo glavo Karlovi vdovi Margareti; Marijo in Elizabeto so zaprli v škofovski dvorec v Bosiljevu. Elizabeta je prevzela nase vso krivdo in prosila napadalce, naj prizanesejo hčeri.
Kmalu so Elizabeto in Marijo prepeljali v zapor v Novigradu, kjer je bil njun novi ječar Ivan Paližna. Karlova žena Margareta je zahtevala Elizabetino smrt. Sodili so ji in po božičnem premoru spoznali za krivo Karlovega umora. Sredi januarja 1387, ko je Sigismundova vojska prispela do Novigrada, so Elizabeto pred Marijinimi očmi zadavili.
Sigismundova vojska je Marijo osvobodila 4. junija. Elizabeto so na skrivaj pokopali 9. februarja 1387 v zadrski cerkvi sv. Krševana; 16. januarja 1390 so njeno truplo izkopali, ga po morju prepeljali v Obrovac in od tam v székesfehérvársko baziliko.

## Rodovne povezave
Elizabeta Kotromanić in Ludvik I. imata po materinih straneh istega prednika v Kazimirju I. Kujavijskem.
|                  |                  |                  |                  |                        |                        |                                     |                                     |                                         |                                         |                                         |                                         |                                         |                                         |                                                   |                                                   |                                                   |                                                   |                                                   |                                                   |                  |                  |                  |                  |                      |                      |                      |                      | Kazimir I. Kujavijski |                      |                      |                      |                                        |                                        |                                        |                                        |                                        |                                        |                        |                        |                      |                      |                      |                      |                      |                      |                      |                      |                       |                       |                       |                       |                       |                       |                      |                      |                      |                      |                      |                      |                      |                      |  |  |
|                  |                  |                  |                  |                        |                        |                                     |                                     |                                         |                                         |                                         |                                         |                                         |                                         |                                                   |                                                   |                                                   |                                                   |                                                   |                                                   |                  |                  |                  |                  |                      |                      |                      |                      |                       |                      |                      |                      |                                        |                                        |                                        |                                        |                                        |                                        |                        |                        |                      |                      |                      |                      |                      |                      |                      |                      |                       |                       |                       |                       |                       |                       |                      |                      |                      |                      |                      |                      |                      |                      |  |  |
|                  |                  |                  |                  |                        |                        |                                     |                                     |                                         |                                         |                                         |                                         |                                         |                                         |                                                   |                                                   |                                                   |                                                   |                                                   |                                                   |                  |                  |                  |                  |                      |                      |                      |                      |                       |                      |                      |                      |                                        |                                        |                                        |                                        |                                        |                                        |                        |                        |                      |                      |                      |                      |                      |                      |                      |                      |                       |                       |                       |                       |                       |                       |                      |                      |                      |                      |                      |                      |                      |                      |  |  |
|                  |                  |                  |                  |                        |                        | Karel II. Anžujski neapeljski kralj | Karel II. Anžujski neapeljski kralj | Karel II. Anžujski neapeljski kralj     | Karel II. Anžujski neapeljski kralj     | Karel II. Anžujski neapeljski kralj     | Karel II. Anžujski neapeljski kralj     |                                         |                                         | Marija Arpadovska, hči ogrskega kralja Štefana V. | Marija Arpadovska, hči ogrskega kralja Štefana V. | Marija Arpadovska, hči ogrskega kralja Štefana V. | Marija Arpadovska, hči ogrskega kralja Štefana V. | Marija Arpadovska, hči ogrskega kralja Štefana V. | Marija Arpadovska, hči ogrskega kralja Štefana V. |                  |                  |                  |                  | Vladislav I. Poljski | Vladislav I. Poljski | Vladislav I. Poljski | Vladislav I. Poljski | Vladislav I. Poljski  | Vladislav I. Poljski |                      |                      | Ziemomysł Kujavijski                   | Ziemomysł Kujavijski                   | Ziemomysł Kujavijski                   | Ziemomysł Kujavijski                   | Ziemomysł Kujavijski                   | Ziemomysł Kujavijski                   |                        |                        |                      |                      |                      |                      |                      |                      |                      |                      |                       |                       |                       |                       |                       |                       |                      |                      |                      |                      |                      |                      |                      |                      |  |  |
|                  |                  |                  |                  |                        |                        | Karel II. Anžujski neapeljski kralj | Karel II. Anžujski neapeljski kralj | Karel II. Anžujski neapeljski kralj     | Karel II. Anžujski neapeljski kralj     | Karel II. Anžujski neapeljski kralj     | Karel II. Anžujski neapeljski kralj     |                                         |                                         | Marija Arpadovska, hči ogrskega kralja Štefana V. | Marija Arpadovska, hči ogrskega kralja Štefana V. | Marija Arpadovska, hči ogrskega kralja Štefana V. | Marija Arpadovska, hči ogrskega kralja Štefana V. | Marija Arpadovska, hči ogrskega kralja Štefana V. | Marija Arpadovska, hči ogrskega kralja Štefana V. |                  |                  |                  |                  | Vladislav I. Poljski | Vladislav I. Poljski | Vladislav I. Poljski | Vladislav I. Poljski | Vladislav I. Poljski  | Vladislav I. Poljski |                      |                      | Ziemomysł Kujavijski                   | Ziemomysł Kujavijski                   | Ziemomysł Kujavijski                   | Ziemomysł Kujavijski                   | Ziemomysł Kujavijski                   | Ziemomysł Kujavijski                   |                        |                        |                      |                      |                      |                      |                      |                      |                      |                      |                       |                       |                       |                       |                       |                       |                      |                      |                      |                      |                      |                      |                      |                      |  |  |
|                  |                  |                  |                  |                        |                        |                                     |                                     |                                         |                                         |                                         |                                         |                                         |                                         |                                                   |                                                   |                                                   |                                                   |                                                   |                                                   |                  |                  |                  |                  |                      |                      |                      |                      |                       |                      |                      |                      |                                        |                                        |                                        |                                        |                                        |                                        |                        |                        |                      |                      |                      |                      |                      |                      |                      |                      |                       |                       |                       |                       |                       |                       |                      |                      |                      |                      |                      |                      |                      |                      |  |  |
|                  |                  |                  |                  |                        |                        |                                     |                                     |                                         |                                         |                                         |                                         |                                         |                                         |                                                   |                                                   |                                                   |                                                   |                                                   |                                                   |                  |                  |                  |                  |                      |                      |                      |                      |                       |                      |                      |                      |                                        |                                        |                                        |                                        |                                        |                                        |                        |                        |                      |                      |                      |                      |                      |                      |                      |                      |                       |                       |                       |                       |                       |                       |                      |                      |                      |                      |                      |                      |                      |                      |  |  |
|                  |                  |                  |                  | Ivan Draški            | Ivan Draški            | Ivan Draški                         | Ivan Draški                         | Ivan Draški                             | Ivan Draški                             |                                         |                                         |                                         |                                         |                                                   |                                                   | Karel Martel                                      | Karel Martel                                      | Karel Martel                                      | Karel Martel                                      | Karel Martel     | Karel Martel     |                  |                  |                      |                      | Kazimir III. Poljski | Kazimir III. Poljski | Kazimir III. Poljski  | Kazimir III. Poljski | Kazimir III. Poljski | Kazimir III. Poljski |                                        |                                        | Kazimir II. Kujavijski                 | Kazimir II. Kujavijski                 | Kazimir II. Kujavijski                 | Kazimir II. Kujavijski                 | Kazimir II. Kujavijski | Kazimir II. Kujavijski |                      |                      |                      |                      |                      |                      | Elizabeta Nemanjić   | Elizabeta Nemanjić   | Elizabeta Nemanjić    | Elizabeta Nemanjić    | Elizabeta Nemanjić    | Elizabeta Nemanjić    |                       |                       | Štefan I. Kotromanić | Štefan I. Kotromanić | Štefan I. Kotromanić | Štefan I. Kotromanić | Štefan I. Kotromanić | Štefan I. Kotromanić |                      |                      |  |  |
|                  |                  |                  |                  | Ivan Draški            | Ivan Draški            | Ivan Draški                         | Ivan Draški                         | Ivan Draški                             | Ivan Draški                             |                                         |                                         |                                         |                                         |                                                   |                                                   | Karel Martel                                      | Karel Martel                                      | Karel Martel                                      | Karel Martel                                      | Karel Martel     | Karel Martel     |                  |                  |                      |                      | Kazimir III. Poljski | Kazimir III. Poljski | Kazimir III. Poljski  | Kazimir III. Poljski | Kazimir III. Poljski | Kazimir III. Poljski |                                        |                                        | Kazimir II. Kujavijski                 | Kazimir II. Kujavijski                 | Kazimir II. Kujavijski                 | Kazimir II. Kujavijski                 | Kazimir II. Kujavijski | Kazimir II. Kujavijski |                      |                      |                      |                      |                      |                      | Elizabeta Nemanjić   | Elizabeta Nemanjić   | Elizabeta Nemanjić    | Elizabeta Nemanjić    | Elizabeta Nemanjić    | Elizabeta Nemanjić    |                       |                       | Štefan I. Kotromanić | Štefan I. Kotromanić | Štefan I. Kotromanić | Štefan I. Kotromanić | Štefan I. Kotromanić | Štefan I. Kotromanić |                      |                      |  |  |
|                  |                  |                  |                  |                        |                        |                                     |                                     |                                         |                                         |                                         |                                         |                                         |                                         |                                                   |                                                   |                                                   |                                                   |                                                   |                                                   |                  |                  |                  |                  |                      |                      |                      |                      |                       |                      |                      |                      |                                        |                                        |                                        |                                        |                                        |                                        |                        |                        |                      |                      |                      |                      |                      |                      |                      |                      |                       |                       |                       |                       |                       |                       |                      |                      |                      |                      |                      |                      |                      |                      |  |  |
|                  |                  |                  |                  |                        |                        |                                     |                                     |                                         |                                         |                                         |                                         |                                         |                                         |                                                   |                                                   |                                                   |                                                   |                                                   |                                                   |                  |                  |                  |                  |                      |                      |                      |                      |                       |                      |                      |                      |                                        |                                        |                                        |                                        |                                        |                                        |                        |                        |                      |                      |                      |                      |                      |                      |                      |                      |                       |                       |                       |                       |                       |                       |                      |                      |                      |                      |                      |                      |                      |                      |  |  |
| Karel Draški     | Karel Draški     | Karel Draški     | Karel Draški     | Karel Draški           | Karel Draški           |                                     |                                     | Ludvik Draški, grof v Gravini (Apulija) | Ludvik Draški, grof v Gravini (Apulija) | Ludvik Draški, grof v Gravini (Apulija) | Ludvik Draški, grof v Gravini (Apulija) | Ludvik Draški, grof v Gravini (Apulija) | Ludvik Draški, grof v Gravini (Apulija) |                                                   |                                                   | Karel I. Ogrski                                   | Karel I. Ogrski                                   | Karel I. Ogrski                                   | Karel I. Ogrski                                   | Karel I. Ogrski  | Karel I. Ogrski  |                  |                  | Elizabeta Poljska    | Elizabeta Poljska    | Elizabeta Poljska    | Elizabeta Poljska    | Elizabeta Poljska     | Elizabeta Poljska    |                      |                      | Vladislav Beli Kujavijski              | Vladislav Beli Kujavijski              | Vladislav Beli Kujavijski              | Vladislav Beli Kujavijski              | Vladislav Beli Kujavijski              | Vladislav Beli Kujavijski              |                        |                        | Elizabeta Kujavijska | Elizabeta Kujavijska | Elizabeta Kujavijska | Elizabeta Kujavijska | Elizabeta Kujavijska | Elizabeta Kujavijska |                      |                      | Štefan II. Kotromanić | Štefan II. Kotromanić | Štefan II. Kotromanić | Štefan II. Kotromanić | Štefan II. Kotromanić | Štefan II. Kotromanić |                      |                      | Vladislav Kotromanić | Vladislav Kotromanić | Vladislav Kotromanić | Vladislav Kotromanić | Vladislav Kotromanić | Vladislav Kotromanić |  |  |
| Karel Draški     | Karel Draški     | Karel Draški     | Karel Draški     | Karel Draški           | Karel Draški           |                                     |                                     | Ludvik Draški, grof v Gravini (Apulija) | Ludvik Draški, grof v Gravini (Apulija) | Ludvik Draški, grof v Gravini (Apulija) | Ludvik Draški, grof v Gravini (Apulija) | Ludvik Draški, grof v Gravini (Apulija) | Ludvik Draški, grof v Gravini (Apulija) |                                                   |                                                   | Karel I. Ogrski                                   | Karel I. Ogrski                                   | Karel I. Ogrski                                   | Karel I. Ogrski                                   | Karel I. Ogrski  | Karel I. Ogrski  |                  |                  | Elizabeta Poljska    | Elizabeta Poljska    | Elizabeta Poljska    | Elizabeta Poljska    | Elizabeta Poljska     | Elizabeta Poljska    |                      |                      | Vladislav Beli Kujavijski              | Vladislav Beli Kujavijski              | Vladislav Beli Kujavijski              | Vladislav Beli Kujavijski              | Vladislav Beli Kujavijski              | Vladislav Beli Kujavijski              |                        |                        | Elizabeta Kujavijska | Elizabeta Kujavijska | Elizabeta Kujavijska | Elizabeta Kujavijska | Elizabeta Kujavijska | Elizabeta Kujavijska |                      |                      | Štefan II. Kotromanić | Štefan II. Kotromanić | Štefan II. Kotromanić | Štefan II. Kotromanić | Štefan II. Kotromanić | Štefan II. Kotromanić |                      |                      | Vladislav Kotromanić | Vladislav Kotromanić | Vladislav Kotromanić | Vladislav Kotromanić | Vladislav Kotromanić | Vladislav Kotromanić |  |  |
|                  |                  |                  |                  |                        |                        |                                     |                                     |                                         |                                         |                                         |                                         |                                         |                                         |                                                   |                                                   |                                                   |                                                   |                                                   |                                                   |                  |                  |                  |                  |                      |                      |                      |                      |                       |                      |                      |                      |                                        |                                        |                                        |                                        |                                        |                                        |                        |                        |                      |                      |                      |                      |                      |                      |                      |                      |                       |                       |                       |                       |                       |                       |                      |                      |                      |                      |                      |                      |                      |                      |  |  |
| Margareta Draška | Margareta Draška | Margareta Draška | Margareta Draška | Margareta Draška       | Margareta Draška       |                                     |                                     | Karel III. Neapeljski                   | Karel III. Neapeljski                   | Karel III. Neapeljski                   | Karel III. Neapeljski                   | Karel III. Neapeljski                   | Karel III. Neapeljski                   |                                                   |                                                   |                                                   |                                                   |                                                   |                                                   | Ludvik I. Ogrski | Ludvik I. Ogrski | Ludvik I. Ogrski | Ludvik I. Ogrski | Ludvik I. Ogrski     | Ludvik I. Ogrski     |                      |                      |                       |                      |                      |                      |                                        |                                        |                                        |                                        |                                        |                                        |                        |                        |                      |                      |                      |                      | Elizabeta Kotromanić | Elizabeta Kotromanić | Elizabeta Kotromanić | Elizabeta Kotromanić | Elizabeta Kotromanić  | Elizabeta Kotromanić  |                       |                       |                       |                       |                      |                      | Tvrtko I. Kotromanić | Tvrtko I. Kotromanić | Tvrtko I. Kotromanić | Tvrtko I. Kotromanić | Tvrtko I. Kotromanić | Tvrtko I. Kotromanić |  |  |
| Margareta Draška | Margareta Draška | Margareta Draška | Margareta Draška | Margareta Draška       | Margareta Draška       |                                     |                                     | Karel III. Neapeljski                   | Karel III. Neapeljski                   | Karel III. Neapeljski                   | Karel III. Neapeljski                   | Karel III. Neapeljski                   | Karel III. Neapeljski                   |                                                   |                                                   |                                                   |                                                   |                                                   |                                                   | Ludvik I. Ogrski | Ludvik I. Ogrski | Ludvik I. Ogrski | Ludvik I. Ogrski | Ludvik I. Ogrski     | Ludvik I. Ogrski     |                      |                      |                       |                      |                      |                      |                                        |                                        |                                        |                                        |                                        |                                        |                        |                        |                      |                      |                      |                      | Elizabeta Kotromanić | Elizabeta Kotromanić | Elizabeta Kotromanić | Elizabeta Kotromanić | Elizabeta Kotromanić  | Elizabeta Kotromanić  |                       |                       |                       |                       |                      |                      | Tvrtko I. Kotromanić | Tvrtko I. Kotromanić | Tvrtko I. Kotromanić | Tvrtko I. Kotromanić | Tvrtko I. Kotromanić | Tvrtko I. Kotromanić |  |  |
|                  |                  |                  |                  |                        |                        |                                     |                                     |                                         |                                         |                                         |                                         |                                         |                                         |                                                   |                                                   |                                                   |                                                   |                                                   |                                                   |                  |                  |                  |                  |                      |                      |                      |                      |                       |                      |                      |                      |                                        |                                        |                                        |                                        |                                        |                                        |                        |                        |                      |                      |                      |                      |                      |                      |                      |                      |                       |                       |                       |                       |                       |                       |                      |                      |                      |                      |                      |                      |                      |                      |  |  |
|                  |                  |                  |                  |                        |                        |                                     |                                     |                                         |                                         |                                         |                                         |                                         |                                         |                                                   |                                                   |                                                   |                                                   |                                                   |                                                   |                  |                  |                  |                  |                      |                      |                      |                      |                       |                      |                      |                      |                                        |                                        |                                        |                                        |                                        |                                        |                        |                        |                      |                      |                      |                      |                      |                      |                      |                      |                       |                       |                       |                       |                       |                       |                      |                      |                      |                      |                      |                      |                      |                      |  |  |
|                  |                  |                  |                  | Ladislav I. Neapeljski | Ladislav I. Neapeljski | Ladislav I. Neapeljski              | Ladislav I. Neapeljski              | Ladislav I. Neapeljski                  | Ladislav I. Neapeljski                  |                                         |                                         |                                         |                                         |                                                   |                                                   |                                                   |                                                   |                                                   |                                                   |                  |                  |                  |                  | Katarina             | Katarina             | Katarina             | Katarina             | Katarina              | Katarina             |                      |                      | Marija Ogrska ∞ Sigismund Luksemburški | Marija Ogrska ∞ Sigismund Luksemburški | Marija Ogrska ∞ Sigismund Luksemburški | Marija Ogrska ∞ Sigismund Luksemburški | Marija Ogrska ∞ Sigismund Luksemburški | Marija Ogrska ∞ Sigismund Luksemburški |                        |                        | Hedvika ∞ Jagielo    | Hedvika ∞ Jagielo    | Hedvika ∞ Jagielo    | Hedvika ∞ Jagielo    | Hedvika ∞ Jagielo    | Hedvika ∞ Jagielo    |                      |                      |                       |                       |                       |                       |                       |                       |                      |                      |                      |                      |                      |                      |                      |                      |  |  |